# Archivo Histórico Provincial de Granada
El Archivo Histórico Provincial Granada (AHPG) es un archivo español de titularidad pública que recoge, organiza, conserva y difunde la documentación generada por organismos públicos, así como personas, empresas e instituciones privadas, de la provincia de Granada. Los fondos documentales que custodia están protegidos bajo la figura de Bien de Interés Cultural (BIC).

## Historia
El Archivo Histórico Provincial de Granada fue creado oficialmente por una Orden Ministerial de 20 de mayo de 1994 con el fin de reunir, conservar y difundir la documentación que había sido generada por los distintos organismos del Estado en la provincia de Granada. No obstante, con anterioridad a esa fecha —desde 1969— el Archivo de la Real Chancillería había venido ejerciendo funciones de Archivo Histórico Provincial. En ese período procedió a reunir diversa documentación producida por las Delegaciones provinciales y otros organismos dependientes del Estado.
En 1991 el Archivo Histórico Provincial de Granada comenzó a funcionar como unidad independiente del Archivo de la Real Chancillería, estando bajo la gestión de la Consejería de Cultura de la Junta de Andalucía. Tres años después se constituiría como archivo de forma oficial, quedando este incorporado al Sistema de Archivos del Estado. En aquella época tenía su sede en la Casa del Padre Suárez, situación que se mantuvo hasta que en el año 2000 se trasladó a una nave sita en la calle de San Agapito, que anteriormente había realizado las funciones de taller para los vehículos oficiales del Parque Móvil de los Ministerios. Hasta la actualidad esta continúa siendo la sede del Archivo Histórico Provincial de Granada.   